# شط ملغیغ

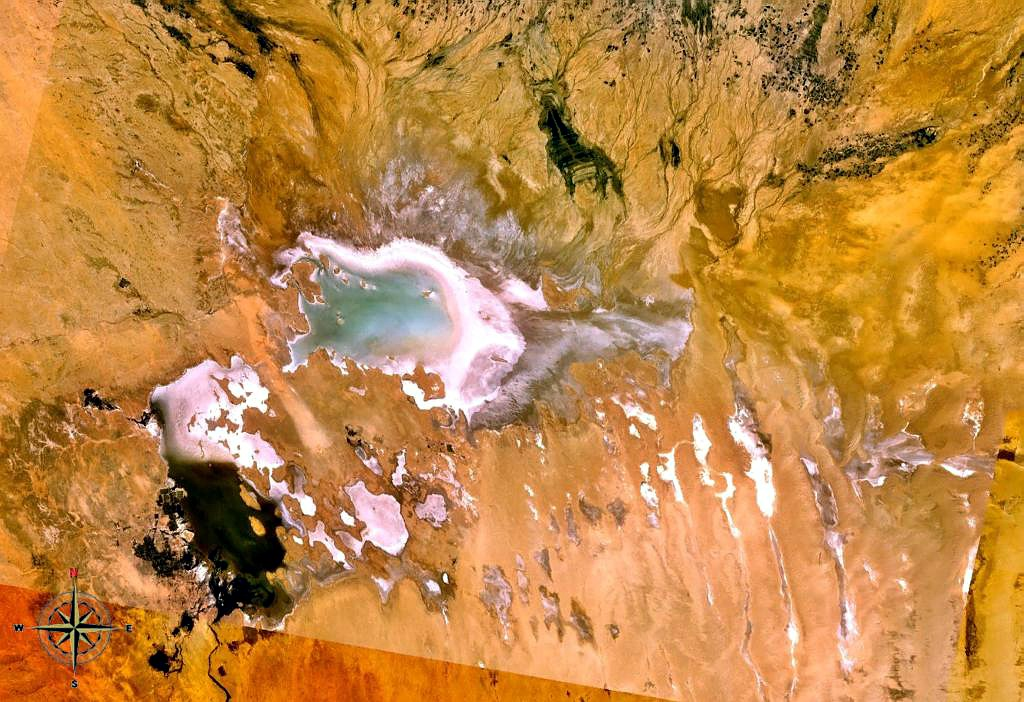
تصویر فضایی ناسا از دریاچه که تقریباً بیشتر آن خشک شده است.

شط ملغیغ (به عربی: شط ملغیغ، به فرانسوی: Chott Melrhir) دریاچه‌ای نمکی و ماندابی در شمال شرقی الجزایر است که تقریباً تمام آن در گستره‌ای پایینتر از سطح دریا واقع شده است. این دریاچه همچنین در غربی‌ترین نقطه از مجموعه گودال‌هایی قرار دارد که از خلیج قابس در تونس تا صحرای بزرگ آفریقا گسترده شده‌اند. مساحت شط ملغیغ در هر فصل دستخوش تغییر می‌شود ولی معمولاً گسترهٔ شرقی-غربی آن بیش از ۱۳۰ کیلومتر است. پست‌ترین نقطهٔ الجزایر که ۴۰ متر پایینتر از سطح دریا قرار دارد در نزدیکی مرکز این دریاچه واقع شده است.